# Antonio Massara
Antonio Massara (Meina, 15 agosto 1878 – Como, 11 novembre 1926) è stato un insegnante, etnografo e storico dell'arte italiano. Oltre ai numerosi i scritti, è ricordato per la fondazione del Museo del paesaggio di Pallanza.

## Biografia

### Origini
Figlio di Cesare e Carolina Grazianetti, novaresi, nacque a Meina, dove la madre si trovava in villeggiatura. Aveva due fratelli e una sorella: Rodolfo, Luigi e Teodolinda (Linda).
Il padre proveniva dal Milanese. In giovane età combatté durante le Cinque giornate di Milano; passò poi come volontario nell'esercito piemontese, combattendo tutte le guerre d'indipendenza. L'ultima impresa fu la presa di Porta Pia, come capitano dei Bersaglieri. Chiuse la carriera militare col grado di maggiore. La lunga esperienza diretta sui campi di battaglia, in cui conobbe le sofferenze dei feriti in disperata attesa di aiuto, nel dicembre 1885 gli valse la chiamata nel direttivo del Sotto Comitato novarese della Croce Rossa Italiana, i cui scopi lui poteva senz'altro comprendere meglio di altri. Il direttivo, che comprendeva gli avvocati e studiosi Carlo Negroni e Antonio Rusconi, fu istituito dallo stesso Comitato Centrale, che riteneva il gruppo di donne capitanato da Giuseppina Prato Previde Colombani, ideatrice dell'iniziativa, non in grado di gestire autonomamente la nuova organizzazione. Massara fu nominato vicepresidente e nel 1887 presidente, succedendo allo stesso Negroni. Con la sua presidenza ebbero avvio le serate di beneficenza per la raccolta fondi.
La madre, Carolina Grazianetti, era sorella di Giovanni, noto medico dell'Ospedale Maggiore, anch'egli tra i fondatori del Sotto Comitato locale della Croce Rossa, di cui fu inoltre dapprima consigliere e in seguito vicepresidente.

### Formazione e lavoro
Si immatricolò nel 1897 nel corso di Lettere presso l'Università degli studi di Torino, laureandosi nel 1901. Lo stesso anno si iscrisse al corso di Filosofia e si laureò nel 1902, sostenendo in breve tempo gli esami di Magistero, dapprima in Storia e Geografia, poi in Filosofia e Lettere.

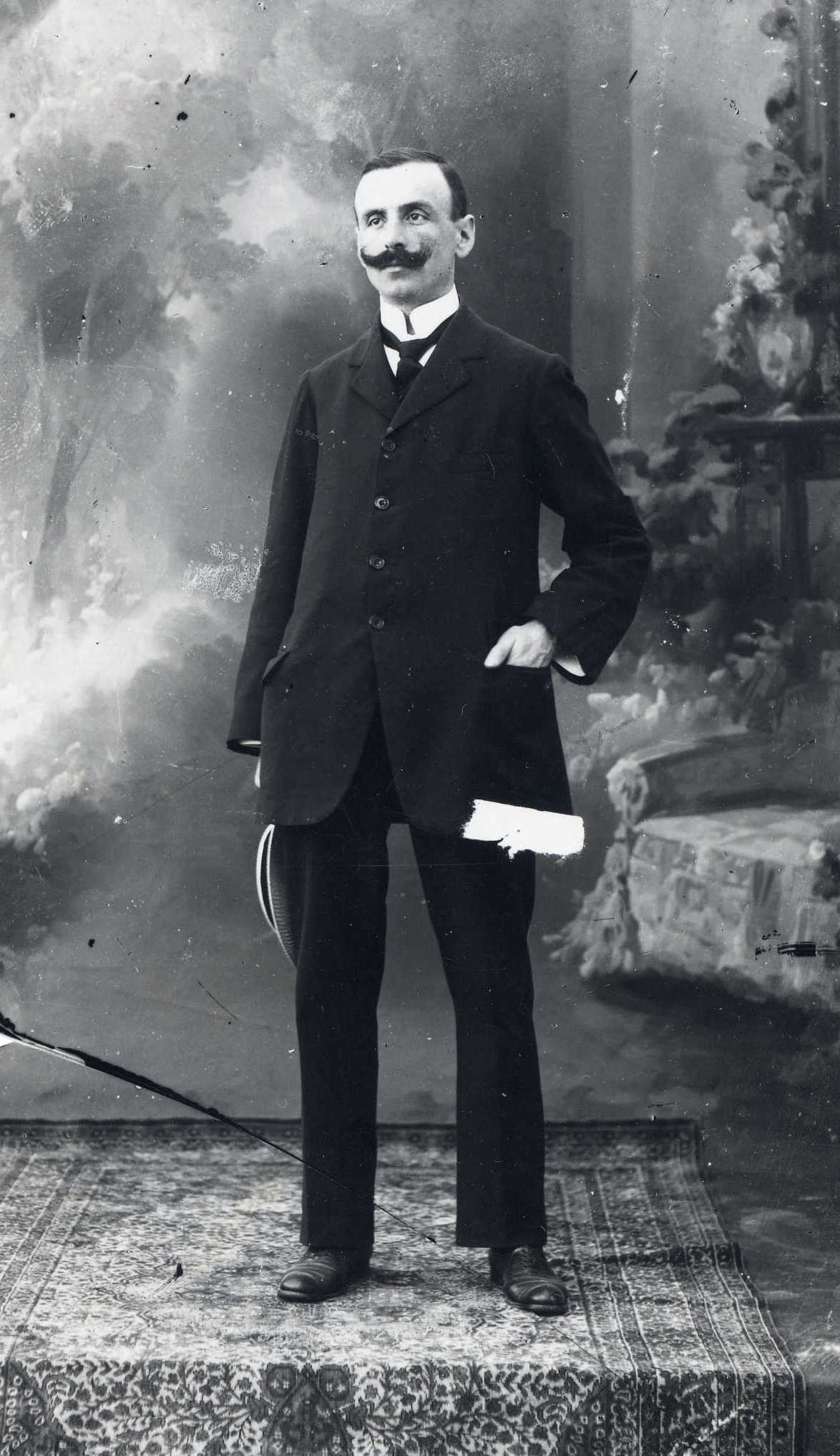
Altro ritratto di Antonio Massara

Parallelamente agli studi universitari ebbe una breve carriera militare: arruolato nel 3º Reggimento alpini a Torino, nel 1899 lo sappiamo frequentare il corso Allievi ufficiali. Il giornalista Agostino De Antonis, suo compagno di corso, così lo ricordava:
(Agostino De Antonis, Antonio Massara)
Una volta terminati gli studi, Massara trovò impiego nell'insegnamento: da subito al ginnasio della cittadina sarda di Bosa, dal 1904 presso il Regio ginnasio di Pallanza (durante il quale ebbe anche l'incarico di regio commissario per gli esami di licenza elementare a Santa Maria Maggiore), in entrambi gli istituti per i corsi di Lettere. Nel 1914 vinse il concorso per la docenza di pedagogia alla Scuola Normale "Teresa Ciceri" di Como.
Combatté nella prima guerra mondiale, figurando come capitano di fanteria in congedo nel 1917.
Come conseguenza della riforma Gentile del 1923, la Scuola Normale di Como venne chiusa e Massara perse il lavoro. Data l'ottima reputazione costruita negli anni, tuttavia, ad ottobre 1924 fu nominato preside del Regio Istituto Magistrale "Candida Lena Perpenti" di Sondrio.
Tornò a Como a dicembre 1925, con la nomina a preside del Regio Istituto Magistrale, incarico che mantenne fino alla morte.

### Famiglia
Il fratello Rodolfo nacque nel 1874 e si laureò in giurisprudenza all'Università di Torino nel 1899, trovando occupazione come avvocato. Ebbe in seguito l'incarico di consigliere della Prefettura, dapprima a Novara e poi a Pavia.
Il fratello Luigi nacque verso il 1876 e si diplomò nel 1895 presso la scuola di Modena, raggiungendo il grado di sottotenente dei bersaglieri. Nel 1908 partì per la campagna d'Eritrea, combattendo poi anche in Tripolitania, guadagnando due medaglie d'argento al valor militare nel 7º Reggimento bersaglieri e raggiungendo il grado di capitano. Ammalatosi di malaria, rifiutò fino all'ultimo il rimpatrio, morendo infine all'Ospedale Mauriziano di Torino il 31 maggio 1913.
La sorella Teodolinda (indicata sovente come Linda) nacque il 8 aprile 1881. Come i fratelli Rodolfo e Antonio, studiò all'Università di Torino ed ottenne l'abilitazione all'insegnamento della lingua francese nelle scuole tecniche e normali. Insegnò francese nella locale Scuola Tecnica Pareggiata, dove passò di ruolo nel 1914. Fu autrice di studi e conferenze su donne del passato distintesi per valore, ad esempio Anita Garibaldi. Nel 1912 sposò il maestro Vincenzo Solaro e fu quindi indicata in seguito come Linda Massara Solaro. Nel 1924 fu trasferita a Voghera, presso la scuola secondaria per l'avviamento professionale a indirizzo commerciale "Giovanni Plana", rimanendovi fino alla morte, avvenuta il 23 maggio 1938.
Nel 1909 perse la madre.
Nel 1918 Antonio Massara sposò Regina Beltrami a Borgomanero, con cui ebbe la figlia Maria Rosa.
Assieme alla sorella Teodolinda e alla moglie Regina fu membro del Comitato Verbanese della Società Dante Alighieri, che lui stesso contribuì a fondare e di cui in seguito ricoprì la carica di segretario. In occasione del congresso della Società del 1919, con la moglie fu nominato tra i delegati per il comitato locale.

### Morte
Nel 1926 fu convocato al Ministero a Roma da Leonardo Severi, direttore generale delle scuole medie, per un incarico di fiducia relativo alle promozioni anticipate di insegnanti distintisi per particolare merito. Durante il viaggio di ritorno si ammalò e in breve tempo morì l'11 novembre 1926 a Como, a soli 48 anni. La camera ardente fu allestita dal Comune nello stesso Istituto Magistrale che presiedeva. I solenni funerali furono celebrati due giorni dopo, con vasta partecipazione di rappresentanti delle istituzioni civili e militari, del mondo della cultura e di numerosissimi suoi studenti. La salma fu dunque traslata nella tomba di famiglia a Meina.
Lo studioso Alessandro Viglio lo commemorò con un sentito necrologio pubblicato sul Corriere di Novara del 16 novembre 1926, riportato poi sul primo numero del Bollettino Storico per la Provincia di Novara dell'anno seguente. Un passo ne tratteggia finemente il carattere:
(Alessandro Viglio, In memoria di Antonio Massara)

## Studi sul Novarese
Ancora ventenne, pubblicò scritti sia su giornali novaresi, quali la Gazzetta di Novara e il Corriere di Novara, sia su riviste d'avanguardia, quali Cavallotti, Lettura e Rassegna d'Arte, intervenendo su questioni artistiche, culturali, paesaggistiche e di costume.
Relativamente al Bollettino Storico per la Provincia di Novara, è nota la sua iniziale perplessità sul successo della rivista, perplessità che esplicitò nell'articolo "Scampanate per la coltura novarese" sulla Gazzetta di Novara del 16 dicembre 1906. Tornò tuttavia sui propri passi e fin dai primi anni di pubblicazione contribuì fortemente al suo successo. Fu anche membro fondatore e consigliere della Società Storica Novarese, che pubblicava la rivista.
A Novara condusse importanti studi sulla cultura locale, approfondendo la conoscenza di personalità quali il filosofo Pier Lombardo e il pittore Gaudenzio Ferrari. Lavorando ebbe modo di collaborare con studiosi novaresi nel campo dell'arte. Gli anni di ricerca sulla cultura popolare furono trasposti nell'opera per cui è maggiormente ricordato: "Tipi e costumi della campagna novarese", pubblicata alla vigilia della prima guerra mondiale.

## Tutela del Verbano
Fu un grande sostenitore e difensore del concetto di paesaggio, inteso come attività di tutela di quanto la natura mette a disposizione dell'uomo. Più nello specifico, Massara prese a cuore la situazione del Verbano, nel cui paesaggio vedeva un immenso valore, a quel tempo minacciato dall'aggressività del turismo, dell'industria e della speculazione edilizia. Era convinto che non si potesse difendere il paesaggio dall'alto, mediante le imposizioni delle leggi, ma dal basso, con la presa di coscienza da parte delle persone comuni; avviò dunque una decisiva campagna di sensibilizzazione e divulgazione del problema, che si concretizzò nelle due iniziative di seguito descritte.

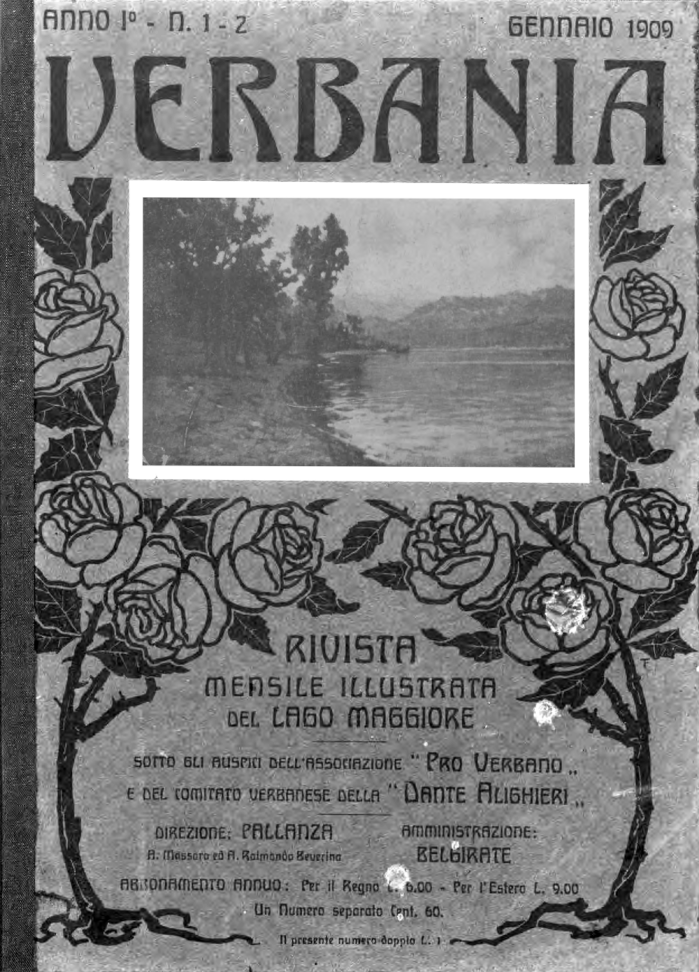
Il primo numero della rivista Verbania, gennaio 1909

Nel 1909, in tale ottica, partecipò con Lorenzo Boccardi alla fondazione della rivista mensile illustrata Verbania, concepita per valorizzare il territorio del Lago Maggiore mediante la descrizione delle sue varie espressioni storiche, sociali, culturali e artistiche, e la cui veste grafica rimase a lungo insuperata. Della rivista fu inoltre codirettore, assieme ad Alessandro Raimondo Beverina. La pubblicazione durò tuttavia solo fino al 1912 e la chiusura lo abbatté molto.
Lo stesso anno, col sostegno dell'associazione intercomunale Pro Verbano, del conte Giberto Borromeo Arese e del naturalista Marco De Marchi, creò il Museo del paesaggio a Pallanza (inizialmente denominato Museo Storico Artistico del Verbano e delle Valli adiacenti), un punto di raccolta di opere d'arte, fotografie e qualsivoglia oggetto testimone del passato. Delle opere conservate nel museo spiccavano gli artisti più abili nel trasmettere l'essenza del paesaggio verbanese, tra cui Eugenio Gignous, Guido Boggiani e Achille Tominetti.

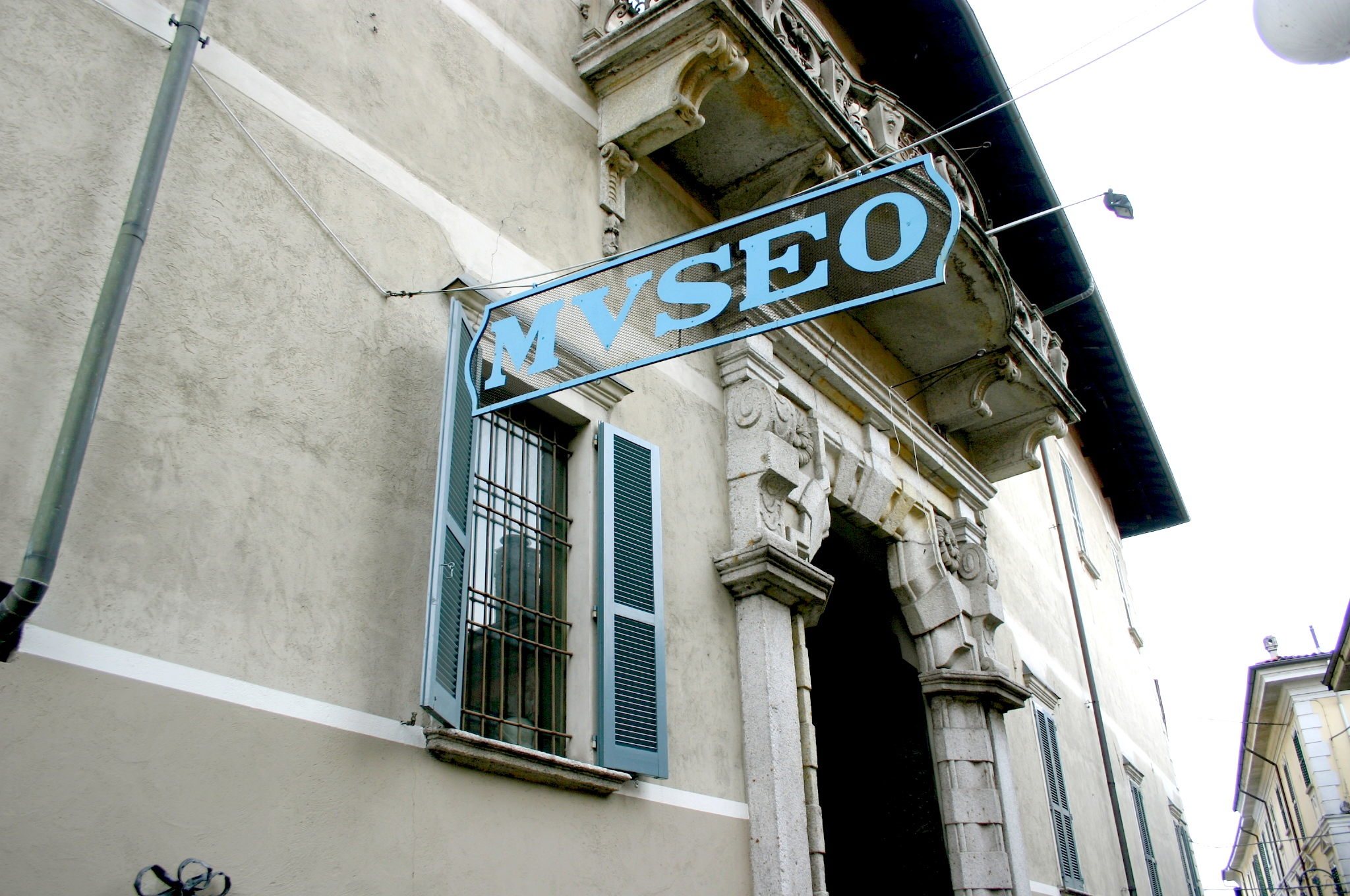
L'ingresso del Museo del paesaggio di Pallanza

Il museo ebbe sede dapprima nelle sale dell'asilo. In seguito, col successo della mostra del pittore Achille Tominetti tenutasi nel 1911 al Teatro Sociale, Massara propugnò l'idea di collocare il museo in una sede più degna, idea che raccolse enorme consenso. Fu dunque scelto il seicentesco palazzo Dugnani-Viani, a quel tempo proprietà del Comune, un edificio che più di altri incarnava l'idea originaria del museo di tutelare il patrimonio, essendo stato nel tempo utilizzato per le più disparate funzioni (caserma, scuola, ospedale, municipio, collegio), ognuna delle quali aveva lasciato su di esso segni indelebili. Il palazzo venne restaurato e la nuova sede del museo inaugurata a settembre 1914.

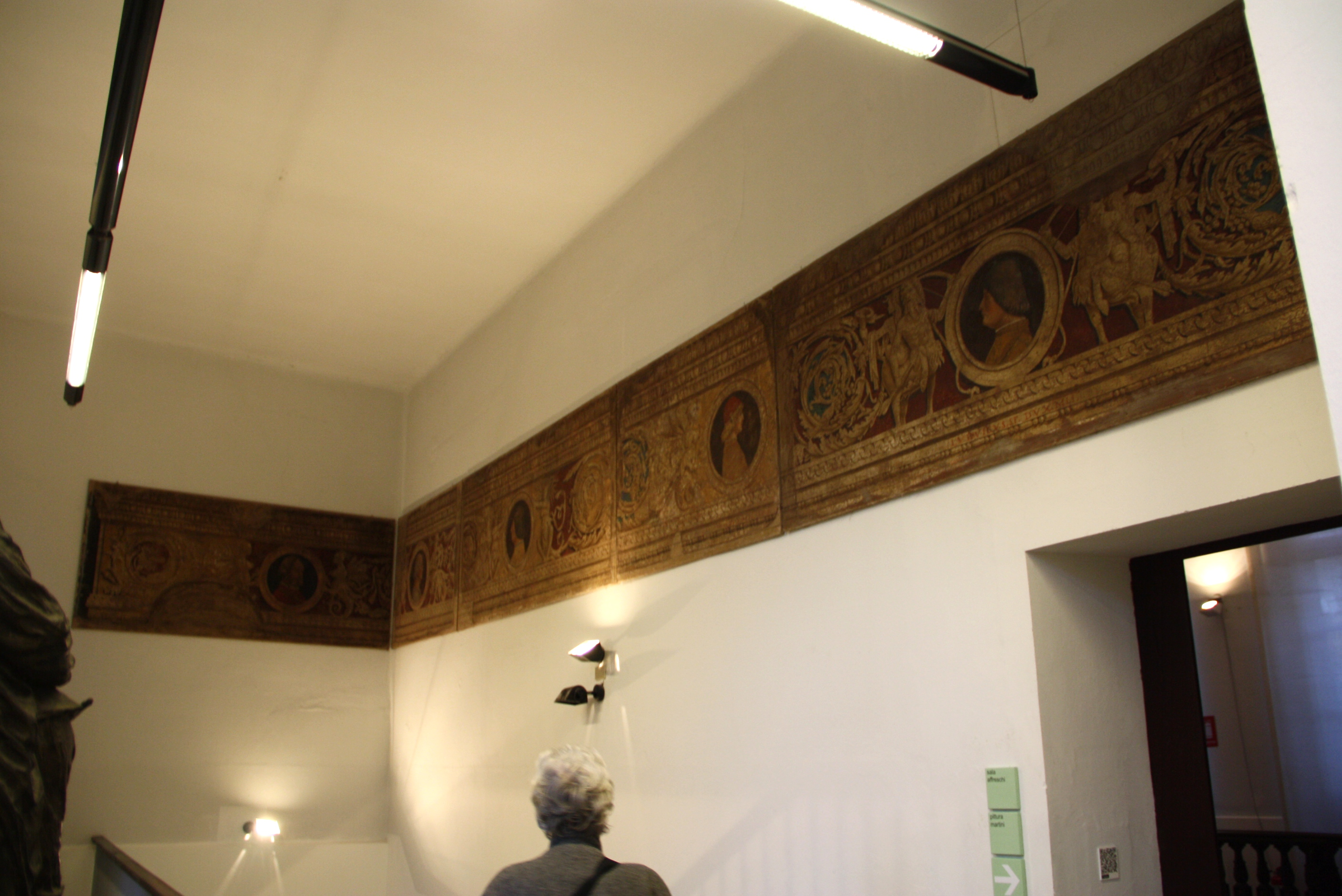
Il fregio del castello di Invorio, salvato grazie a Massara e conservato al Museo del paesaggio

Tra le varie iniziative condotte da Massara e coronate dal successo si ricordano la campagna contro la profanazione reclamistica delle isole Borromee e il salvataggio del fregio del castello di Invorio.
L'impegno profuso nelle attività di tutela del territorio gli valse la nomina a consigliere dell'Associazione Nazionale per i Paesaggi e i Monumenti Pittoreschi d'Italia nel 1909 e del Comitato Nazionale per la Difesa del Paesaggio e dei Monumenti Italici nel 1913.

## Opere

### Articoli
- Archivio per lo studio delle tradizioni popolari, vol. 21, Palermo-Torino, Carlo Clausen, 1902:
  -  Venerdì Santo a Romagnano Sesia,  pp. 78-85;
  -  Una stornellatrice di Sozzago nel Novarese,  pp. 328-331;
  -  Blasone del contado di Bulgaria nel Novarese,  pp. 523-528;
  -  Impronte meravigliose in Italia,  pp. 555-558.
- Gaudenzio Ferrari e l'Ancona di San Gaudenzio in Novara, in La lettura, Milano, 1903,  pp. 804-012. URL consultato il 25 aprile 2024.
- Archivio per lo studio delle tradizioni popolari, vol. 22, n. 1, Torino, Carlo Clausen, 1903:
  -  Leggende popolari sacre,  pp. 31-34;
  -  Usi nuziali dell'agro novarese d'una volta e d'adesso (parte 1),  pp. 257-272;
  -  Usi nuziali dell'agro novarese d'una volta e d'adesso (parte 2),  pp. 289-300;
  -  La passione del nostro signor Gesù Cristo nel Novarese,  pp. 506-510.
- A proposito delle tombe dell'arte (Altri sperperi di oggetti d'arte nell'Alto Novarese), in Il Marzocco, n. 1, Firenze, 1º gennaio 1905.
- I primordii dell'arte novarese, in Rassegna d'arte antica e moderna, Milano, Menotti Bassani & C.:
  -  Parte 1, n. 11, novembre 1906,  pp. 170-173;
  -  Parte 2, n. 12, dicembre 1906,  pp. 181-186.
- Sulle orme di Pier Lombardo. La scuola di Reims e Leutaldo Novarese, in Bollettino Storico per la Provincia di Novara, n. 2, Novara, Tip. G. Cantone, 1907,  pp. 83-86.
- Il fregio dei duchi nel castello Visconti d'Invorio Inferiore, in Rassegna d'arte, n. 3, Milano, Alfieri & Lacroix, marzo 1909,  pp. 51-54.
- Il diario di Elia de Ulina (1523-1560), in Bollettino Storico per la Provincia di Novara, Novara, Tip. G. Cantone:
  -  Parte 1, n. 3, 1908,  pp. 135-143;
  -  Parte 2, n. 4, 1908,  pp. 145-151;
  -  Parte 3, n. 5-6, 1908,  pp. 210-220;
  -  Parte 4, n. 2-3, 1909,  pp. 76-89.
- L'anima del paesaggio italico, in Italia!, vol. 1, Torino-Roma, Unione Tipografico-Editrice Torinese, 1912,  pp. 355-362.
- Il bene che dobbiamo a G. B. Morandi (PDF), in Bollettino Storico per la Provincia di Novara, n. 6, Novara, Tip. G. Cantone, 1915,  pp. 224-238.
- L'occhio del fanciullo e l'anima delle cose, in La nostra scuola, n. 2, 1916.
- Museo del Paesaggio. Scuola d'arte paesana - Relazione degli anni 1916-1919, in Museo del Paesaggio, Pallanza, Vercellini.
- La casa da ricostruire, in La lettura, n. 4, Milano, 1º aprile 1919,  pp. 277-283.
- Scuola e tradizione paesana, in L'Educazione Nazionale, n. 22, Roma, Stab. Tip. Riccardo Garroni, 15 ottobre 1920,  p. 18.
- Il Museo del paesaggio sul Lago Maggiore in Italia bella, in Bollettino Storico per la Provincia di Novara, n. 4, Novara, Stab. Tip. Cattaneo, 1922,  pp. 189-201.

### Libri
- Pier Lombardo nella effigie, Novara, Tip. F.lli Miglio, 1902.
- Conferenze del venerdì, Novara, Tip. F.lli Miglio, 1903.
- La Madonna nella tradizione e nell'arte novarese, Bosa, Tip. Vescovile, 1904.

Copertina di L'iconografia di Maria Vergine nell'arte novarese, 1904

- L'iconografia di Maria Vergine nell'arte novarese, fotografie di Carlo Anadone, Novara, Tip. F.lli Miglio, 1904 (catalogo delle opere artistiche della Diocesi di Novara rappresentate all'Esposizione Internazionale Mariana in Roma nel Palazzo Lateranense, 1904-1905).
- Pier Lombardo, il Maestro delle sentenze, Intra, Tip. Intrese di Giuseppe Bertolotti, 1913.
- Tipi e costumi della campagna novarese, Novara, Tip. F.lli Miglio, 1913.

### Capitoli
- Cesare Carnevale (a cura di), Una notte nel Chiostro, in Il Chiostro di S. Maria delle Grazie in Varallo, Novara, Tip. F.lli Miglio, 1905,  pp. 28-30.
- La leggenda di Pier Lombardo, in Miscellanea storica novarese, Novara, Tip. Parzini, 1906.

### Per il Touring Club Italiano
Socio del Touring Club Italiano dal 1907, contribuì con diversi articoli sulla relativa rivista:
- Paesaggi e costumi della campagna novarese, in Rivista mensile del Touring Club Italiano, n. 7, luglio 1916,  pp. 379-384.
- Il problema della ricostruzione nei paesi devastati dalla guerra, in Rivista mensile del Touring Club Italiano, n. 9, settembre 1917,  pp. 441-446.

Nel 1923 fu inoltre tra gli autori della terza edizione della Guida d'Italia del Touring Club Italiano - Piemonte, Lombardia e Canton Ticino, nello specifico per il secondo volume, occupandosi della sezione sul Lago Maggiore. Tra i contributori del primo volume si ricordano alcuni nomi noti, membri della Società Storica Novarese al pari di Massara: Francesco Pezza e Carlo Nigra, rispettivamente per la Lomellina e il Lago d'Orta.

## Critica
In seguito alla morte di Giovanni Battista Morandi nel 1915, tra il 1916 e il 1917 Alessandro Viglio ne pubblicò sul Bollettino Storico per la Provincia di Novara alcuni lavori incompiuti, da lui reputati ottimi e dunque degni di essere conosciuti. Tali lavori, frutto di lunghi studi degli archivi novaresi, puntavano a tracciare la storia della pittura novarese dalla seconda metà del secolo XV, fase sovente indicata come pregaudenziana. Condividendo dunque l'obiettivo dell'articolo I primordii dell'arte novarese di Massara del 1906, ma non il metodo, Morandi intendeva riprenderne in toto le affermazioni per contestualizzarle, completarle e infine convalidarle o confutarle. Trattandosi di una pletora di manifestazioni artistiche di scarso valore e uniformi per soggetto ed esecuzione, Morandi reputava l'immediato esame artistico delle opere eseguito da Massara insufficiente a coglierne le differenti mani e di conseguenza vari aspetti di significato. La revisione era dunque necessaria, per fornire la contestualizzazione storica e artistica delle opere e dunque conoscerle e comprenderle a fondo.
Pur non condividendo l'approccio di Massara in quella specifica situazione, ritenendolo di fatto rischioso, Morandi sottolineò che caratteristiche proprie di Massara erano sempre state il fine intuito e la grande cautela, grazie alle quali ben di rado era caduto in fallo.

## Riconoscimenti
Con una solenne cerimonia, il 20 settembre 1927 fu inaugurata una lapide in suo onore all'ingresso del Museo del paesaggio, alla presenza di numerose personalità, tra cui Luigi Cadorna. La lapide riportava le parole dettate da Lorenzo Boccardi:
(Lorenzo Boccardi)